# Älgsjön (Nås socken, Dalarna)
Älgsjön är en sjö i Vansbro kommun i Dalarna och ingår i Dalälvens huvudavrinningsområde. Vid provfiske har abborre och mört fångats i sjön.